# Platysenta melanica
Platysenta melanica là một loài bướm đêm trong họ Noctuidae.